# 臨津江之戰 (1592年)
臨津江之戰是第一次萬曆朝鮮之役中的一場戰役，發生在萬曆二十年（1592年）五月十八。
在彈琴臺之戰後，朝鮮士氣全無，朝鮮宣祖從漢城逃往平壤。朝鮮軍隊將物資全部用船運往北岸，其餘無法運送的盡數燒毀。又將船隻全部聚集到北岸。五月十八，日軍到達臨津江畔的龍山。都元帥金命元在臨津江北岸部署了一萬二千人的兵力，阻止日軍渡江。朝鮮方面向日軍求和。小西行長再次提出假道入明的要求，被朝鮮方面拒絕。
在和談破裂之後，加藤清正率日軍沿臨津江向坡州進軍。朝鲜騎兵在坡州的汶山邑一帶遭到叢林中的日軍伏擊，驚慌失措逃竄，許多騎兵落馬身亡。其他的騎兵試圖渡江向北岸逃跑，被日軍追及，死傷甚眾。朝鮮軍幾乎全軍覆沒，金命元等率殘兵渡河逃跑。
日軍勝利後，繼續向平壤方向進軍。